# Darrel Baldock
Pour les articles homonymes, voir Baldock (homonymie).
Darrel Baldock, né le 29 septembre 1938 à Devonport (Tasmanie) et mort le 2 février 2011 à Latrobe (Tasmanie) d'une pneumonie, est un joueur et entraîneur australien de football australien. 
Il est le seul capitaine de  St Kilda, unique club de sa carrière sportive, à avoir emmené au titre de la Victorian Football League en 1966. Cette performance l'a conduit à entrer dans le temple de la renommée du football australien au titre de « légende » (vingt-deux personnes ont reçu cet honneur). Il a été entraîneur de St Kilda entre 1987 et 1989 sans trop de réussite. Il a également pratiqué le cricket disputant deux rencontres de first-class cricket des Tasmanian Tigers. Enfin, il s'est engagé politiquement en étant membre du parlement de Tasmanie, membre du parti travailliste australien, de 1972 à 1987.

## Palmarès
- Vainqueur de la Victorian Football League : 1966.

## Distinction personnelle
- Membre du temple de renommée du football australien.